# 沸石相
沸石相（英語：zeolite facies）是一種在低度變質作用下的礦物組合。通常被認為是沈積物的成岩過程與葡萄石-绿纤石相之間的過渡相。後者這是中洋脊擴張中心周圍洋殼海底變質的標誌。由於不需要區域造山變質作用，沸石相和葡萄石-绿纤石相被認為是埋藏變質類型。
最常出現沸石相原岩通常為泥質沉積物，含鋁、二氧化矽、鉀和鈉量高，但通常鐵、鎂和鈣含量較低。沸石相變質作用通常導致低溫粘土礦物產生高溫多晶型物，如高嶺石（英語：kaolinite）和蛭石（英語：vermiculite）。
沸石相礦物組合包括高嶺石和蒙脫石以及月桂石、懷拉克石、葡萄石、方解石和綠泥石。 若原岩富含鉀，礦物組合為多硅白云母（英語：Phengite）adularia冰长石（英語：adularia）,沸石、鈉長石和石英。沸石相成岩溫度約為 50 - 150 °C，埋深通常為 1 - 5 公里。一般深成岩和火山岩受沸石相變質作用的影響不大，但沸石礦物會在玄武岩孔洞中出現。